# Saseno

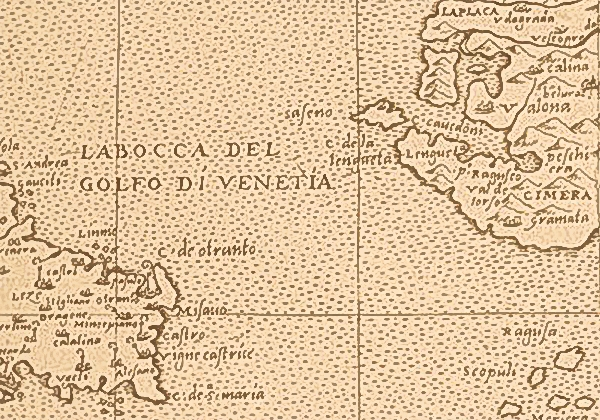
Carta d'epoca raffigurante il Canale d'Otranto e, a destra, l'isola di Saseno.

Sàseno (in albanese Sazan) è un isolotto dell'Albania che si trova di fronte alla baia di Valona, nel Canale d'Otranto.
Dista poco più di 5 km dal Capo Linguetta e circa 15 km dal porto di Valona. Talvolta è visibile a occhio nudo dal Salento. Presenta una forma vagamente romboidale, è lungo 4,25 km da nord-ovest a sud-est, e largo al massimo 2,70 km, per una superficie totale di 5,70 km². Raggiunge un'altezza massima di 337 m. L'isola è disabitata e ha coste molto ripide, salvo verso l'approdo situato nel golfo di San Nicolò a nord-est.
Geologicamente l'isola è il prolungamento dei Monti Acrocerauni della prospiciente penisola di Valona ed è costituita, come quest'ultima, da marne sabbiose e da calcari fossiliferi grossolani che emergono dal mare secondo una piccola catena montuosa disposta da nord-nord-ovest a sud-sud-est, particolarmente scoscesa sul lato sud-ovest, esposto al largo. In buona parte brulla, l'isola ha una modesta copertura vegetale a macchia mediterranea.
Alcuni geografi la considerano parte dell'arcipelago delle isole Diapontie, appartenenti politicamente alla Grecia, pur non essendoci accordo unanime in merito.
Dal 2010 fa parte, insieme alla penisola di Karaburun, del parco nazionale di Karaburun-Saseno.

## Storia
Nota come Σάσων (Sason) presso gli antichi greci e romani, è così citata da Lucano.
Territorio della Repubblica di Venezia fino al 1797, passò - dopo la parentesi napoleonica - il 5 novembre 1815, a far parte del protettorato britannico degli Stati Uniti delle Isole Ionie. Il 1º giugno 1864, invece di entrare a far parte della Grecia come le altre isole, passò de facto all'Impero ottomano. Solo nel 1912 la Grecia la occupò militarmente.
Il 30 ottobre 1914 fu occupata dal Regno d'Italia, fino a quando, dopo la prima guerra mondiale, il 18 settembre 1920, grazie ad un accordo italo-albanese (accordo di Tirana del 2 agosto 1920, in cambio delle pretese italiane su Valona) e ad un accordo con la Grecia, entrò a far parte dell'Italia che la voleva per la sua posizione strategica all'imbocco del Mare Adriatico.
Inserita dal 1920 nel comune italiano di Lagosta, con questo fece prima parte della provincia di Zara (dal 1923 al 1941), poi nel 1941 venne inglobata nella nuova provincia di Cattaro (Dalmazia). Occupata dai Tedeschi nel settembre del 1943 e dai partigiani albanesi nel maggio del 1944, l'isola venne ceduta all'Albania per effetto del Trattato di Parigi del 10 febbraio 1947.
Dal 1997 al febbraio 2009 fu base per il 28º gruppo navale per reprimere i traffici illeciti tra l'Italia e l'Albania. Vi si trovano inoltre le installazioni (inclusi un faro e varie fortificazioni) costruite durante l'amministrazione italiana degli anni 1914-1943.
Durante la Guerra Fredda, gli albanesi, assieme ai sovietici, costruirono una base navale per sottomarini di classe Whiskey, e un impianto di armi chimiche/biologiche sull'isola e nelle aree circostanti. Dopo la caduta del comunismo, quattro sottomarini rimasero nel porto di Pasha Limani nella baia di Valona.

## Clima
Saseno ha un clima mediterraneo con inverni miti ma con alte escursioni termiche; le estati sono invece miti e con sbalzi termici limitati. Le precipitazioni piovose ammontano a 811 mm annuali.
| Saseno                     | Mesi | Mesi | Mesi | Mesi | Mesi | Mesi | Mesi | Mesi | Mesi | Mesi | Mesi | Mesi | Stagioni | Stagioni | Stagioni | Stagioni | Anno |
| Saseno                     | Gen  | Feb  | Mar  | Apr  | Mag  | Giu  | Lug  | Ago  | Set  | Ott  | Nov  | Dic  | Inv      | Pri      | Est      | Aut      | Anno |
| -------------------------- | ---- | ---- | ---- | ---- | ---- | ---- | ---- | ---- | ---- | ---- | ---- | ---- | -------- | -------- | -------- | -------- | ---- |
| T. max. media (°C)         | 14,8 | 15,6 | 17,3 | 19,8 | 22,5 | 24,8 | 26,7 | 27,2 | 26,0 | 22,8 | 17,2 | 15,3 | 15,2     | 19,9     | 26,2     | 22,0     | 20,8 |
| T. min. media (°C)         | 2,2  | 7,3  | 12,1 | 14,9 | 20,8 | 22,4 | 23,6 | 24,1 | 23,0 | 18,9 | 13,1 | 6,0  | 5,2      | 15,9     | 23,4     | 18,3     | 15,7 |
| Precipitazioni (mm)        | 72   | 71   | 66   | 70   | 59   | 61   | 63   | 66   | 72   | 80   | 68   | 63   | 206      | 195      | 190      | 220      | 811  |
| Umidità relativa media (%) | 77,0 | 81,3 | 75,2 | 70,5 | 62,9 | 53,5 | 60,8 | 71,3 | 66,9 | 68,3 | 72,1 | 72,0 | 76,8     | 69,5     | 61,9     | 69,1     | 69,3 |

## Filatelia
Dal 1923 al 1943, furono usati francobolli italiani con la sovrastampa SASENO, che sono molto difficili da trovare.
La prima emissione fu di 8 esemplari, predisposta soprastampando francobolli italiani emessi dal 1901 al 1922, tutti con l'effigie del re Vittorio Emanuele III: i valori vanno dai 10 centesimi rosa alla lira bruno-verde.